# Bao Xishun
Bao Xishun (também conhecido como Xi Shun) (em chinês simplificado: 鲍喜顺; em chinês tradicional: 鮑喜順; em pinyin: Bào Xǐshùn) (nascido em 1951) é um pastor mongol da região da Mongólia Interior, China, que foi reconhecido pelo Guinness World Records como o homem vivo mais alto do mundo no seu tempo. O Guinness World Records lhe devolveu o título de homem mais alto do mundo após o ucraniano Leonid Stadnyk o ter tido por um breve período de tempo. Após a recusa de Stadnyk de ser medido sob novas diretrizes, que exigiam que ele fosse medido independentemente pelos juízes do Guinness, o título voltou a Xishun.
Em 17 de setembro de 2009, o turco Sultan Kösen ultrapassou Bao Xishun como o homem mais alto vivo no mundo, quando foi medido pelo Guinness World Records, tendo 2,47 metros (8 ft 1 in) de altura.

## Biografia
Bao trabalhou no hospital local de Chifeng por vários meses, período durante o qual foi medido e constatada sua altura de 2,36 metros (7 ft 9 in). Bao sofre de reumatismo, embora isto tenha sido atribuído ao seu hábito nos tempos de criança de dormir ao ar livre, em vez de um distúrbio ligado à altura excessiva.
Xishun diz que tinha uma altura normal até os seus 16 anos, quando sofreu um surto de crescimento de razões desconhecidas e atingiu sua altura atual aos 27 anos. Bao serviu o Exército de Libertação Popular por três anos, e jogou basquetebol pelo time do exército até o seu reumatismo começar a aparecer, o que levou sua dispensa das forças armadas. Depois disso, voltou à Mongólia Interior para viver com sua mãe.

### Fama
Aos 45 anos de idade, após a morte de sua mãe, conseguiu um emprego como recepcionista em um restaurante. Rapidamente ganhou a atenção da mídia local, que o candidatou ao Guinness World Records em seu nome. Ele foi medido e descobriu-se que era 2 milímetros mais alto que o recordista anterior, Radhouane Charbib.
Em dezembro de 2006, veterinários pediram que Bao os ajudasse na remoção de fragmentos de plástico do estômago de dois golfinhos. O animais tinham engolido acidentalmente o plástico, que acabaram por se fixar em seus estômagos, o que causava uma perda de apetite e depressão. Como os veterinários falharam na tentativa de remoção, Xishun usou seus braços de 1,06 metros para remover o plástico manualmente do interior dos golfinhos. Um fato semelhante ocorreu com o jogador de basquetebol estadunidense Clifford Ray, quando pediram para ele usar seus braços longos para salvar um golfinho na Califórnia em 1978.
Bao Xishun casou-se com uma vendedora chamada Xia Shujuan em 24 de março de 2007. A cerimônia mongol aconteceu em 12 de julho de 2007 na estância de férias de Genghis Khan em uma pradaria próxima a Ordos. A filha do casal nasceu em um hospital em Zunhua, na província de Hebei, em 2 de outubro de 2008.
Bao apareceu no décimo primeiro episódio de The Amazing Race 16, que foi ao ar em 2 de maio de 2010. No dia das filmagens, ele ainda era considerado o homem mais alto do mundo, porém alguns dias depois, Sultan Kösen foi medido pelo Guinness World Records e declarado ser mais alto.